# Cognomi tedeschi
Quando nella lingua tedesca si fa riferimento al cognome, si usa dire Familienname (nome di famiglia) oppure Nachname (nome posposto). Riferendosi invece al nome proprio di persona si dice Vorname (nome preposto).
In Germania l'uso dei primi cognomi risale al XII secolo. Il secondo nome di un individuo spesso indicava la professione dello stesso. Per questo motivo, ancora oggi, i dieci cognomi più diffusi in Germania fanno riferimento ad un mestiere:
1. Müller (mugnaio)
2. Schmidt (fabbro)
3. Schneider (sarto)
4. Fischer (pescatore)
5. Weber (tessitore)
6. Meyer (amministratore di una tenuta; vedi maior)
7. Wagner (carradore)
8. Schulz (sindaco, messo comunale)
9. Becker (panettiere)
10. Hoffmann (contadino)

Alcuni tra questi cognomi possono essere scritti in vari modi. Così, oltre a Meyer si possono trovare anche le varianti Meyr - Meier - Meir - Mayer - Mayr - Maier - Mair. Il riferimento ad un mestiere poteva avvenire usando un termine inerente al mestiere stesso; ad esempio il cognome Hammer (martello) allude al mestiere del fabbro.
Di largo uso sono anche i cognomi derivanti da nomi di battesimo, prevalentemente da nomi maschili. Tali cognomi possono essere identici ai nomi stessi, vedi ad esempio il nome Hermann → cognome Hermann, oppure assumono altre forme grazie all'uso di un diminutivo o vezzeggiativo, come ad esempio il nome Heinrich → cognome Heinle. Alcuni nomi 
sono stati talmente modificati che è difficile risalire alla loro origine.
Esistono poi i cognomi che derivano da luoghi. Il nome Walder deriva dalla parola Wald (bosco), Brünner deriva da Brunne(n) (sorgente).
Sono diffusi anche i cognomi che trovano origine nei toponimi. Chi si chiama Regensburger, probabilmente avrà antenati provenienti da Ratisbona (in tedesco: Regensburg).
Altri cognomi derivano invece da soprannomi. Ad esempio Krause è un cognome che si riferisce ad una persona con i capelli ricci.
Un'altra classificazione si basa su criteri formali:
- Cognomi semplici: Jung (giovane)
- Cognomi composti: Bachmann contiene le parole Bach (ruscello) e Mann (uomo)

In analogia con cognomi italiani combinati con le preposizioni Di / De esistono cognomi come von Weizsäcker, von Habsburg, Vonmetz ecc., cognomi che spesso indicano una provenienza nobile. Ci sono inoltre, non solo nella lingua tedesca, alcuni cognomi derivanti da una frase, con le parole fuse tra di loro: Tötenochs significa “uccidi il bue”; si tratta in questo esempio di un nome che fa riferimento a un macellaio.
Nell'anno 1995 gli elenchi telefonici della Germania riportavano più di 950 000 cognomi diversi (inclusi i cognomi non di origine tedesca). Tra questi il cognome più diffuso era Müller / Mueller. Circa 750 000 persone portavano questo cognome.
Tra tanti cognomi vanno citati anche quelli che non hanno origine tedesca. A Vienna quasi un quarto dei cognomi è di origine slava, fatto sicuramente imputabile alle migrazioni avvenute sul territorio all'epoca dell'impero austro-ungarico.
In Austria, in Svizzera ed in Baviera i cognomi terminano spesso in -er.
Cognomi più diffusi in Austria:
1. Gruber (chi abita presso una conca)
2. Bauer (contadino)
3. Huber (chi possiede una tenuta di una certa dimensione)
4. Wagner (carradore)
5. Berger (chi abita in montagna)

Cognomi più diffusi in Svizzera:
1. Müller (mugnaio)
2. Meier (amministratore di una tenuta)
3. Schmid (fabbro)
4. Keller (cantina)
5. Weber (tessitore)

In Alto Adige (Italia) i cognomi più diffusi sono Mair (amministratore di tenuta), Hofer (agricoltore, fattore), Pichler (chi abita in collina), Kofler (chi abita accanto alla roccia) e Gruber (chi abita in una conca).
Negli Stati Uniti alcuni cognomi degli immigrati tedeschi hanno subìto mutamenti dovuti all'ortografia inglese.
Il codice civile della Germania nel 1900 stabilì che la moglie doveva assumere il cognome del marito. Una legge del 1953 permise alle donne di aggiungere il proprio cognome da nubile al cognome del marito (in Svizzera ciò era permesso già da tempo). Nella Repubblica Democratica Tedesca, dal 1965 fu possibile usare il cognome da nubile della moglie come cognome comune dei coniugi; nella Repubblica federale una legge analoga seguì qualche anno dopo. Dal 1991 i coniugi non sono più obbligati a portare un cognome comune; i figli possono assumere a loro scelta l'uno o l'altro cognome dei genitori.